# Нукуланы
Нукуланы (лат. Nuculana) — род морских двустворчатых моллюсков из семейства нукуланид (Nuculanidae) отряда Nuculanida, населяющих преимущественно моря холодноводной и умеренной зон северного полушария.
Ранее часть представителей нукулан относили к роду Leda Schumacher, 1817.

## Описание
Раковины мелкие или средних размеров, длиной до 3 см, выпуклые спереди и снизу, сзади оттянуты в виде ростра. Зубы многочисленные, гребенчатые. Окраска желтоватая или зеленоватая. В северных морях три вида, наиболее обычны Nuculana pernula и Nuculana minuta.
Обитают в сублиторали, преимущественно на глубинах до 100—200 м, предпочитают тихие и илистые участки дна без донных течений, для которых характерна застойность вод и дефицит кислорода. Относятся к эндобиосу. Полностью зарываются в грунт, выставив наружу лишь задний кончик раковины.

## Классификация
На февраль 2021 года в род включают следующие виды:
- Nuculana acapulcensis (Pilsbry & H. N. Lowe, 1932)
- Nuculana acinacea Habe, 1958
- Nuculana acuta (Conrad, 1831)
- † Nuculana acutilineata Hybertsen & Kiel, 2018
- Nuculana anakena Raines & M. Huber, 2012
- Nuculana arai Habe, 1958
- Nuculana bipennis (Dall, 1927)
- Nuculana bushiana (A. E. Verrill, 1884)
- Nuculana callimene (Dall, 1908)
- Nuculana caudata (Donovan, 1801)
- Nuculana concentrica (Say, 1824)
- Nuculana cordyla (Dall, 1908)
- Nuculana cornidei Altimira, 1974
- Nuculana costellata (G. B. Sowerby I, 1833)
- Nuculana dasea (Hedley, 1915)
- Nuculana dohrni (Hanley, 1861)
- Nuculana egregia (Guppy, 1882)
- Nuculana elaborata Prashad, 1932
- Nuculana ensiformis Scarlato, 1981
- Nuculana fastidiosa (A. Adams, 1856)
- Nuculana forticostata F.-S. Xu, 1991
- Nuculana fulgida (A. Adams, 1856)
- Nuculana fumosa E. A. Smith, 1895
- Nuculana hamata (Carpenter, 1864)
- Nuculana hebes (E. A. Smith, 1885)
- Nuculana husamaru Nomura, 1940
- Nuculana inaequisculpta (Lamy, 1906)
- Nuculana investigator (Dell, 1952)
- Nuculana jovis (Thiele, 1931)
- Nuculana kiiensis Tsuchida & Okutani, 1985
- Nuculana lanceta (Boshoff, 1968)
- Nuculana leonina (Dall, 1896)
- Nuculana lobula (Dall, 1908)
- Nuculana mabillei (Dautzenberg & H. Fischer, 1897)
- Nuculana marella Hertlein, Hanna & A. M. Strong, 1940
- † Nuculana martini Finlay, 1927
- Nuculana minuta (O. F. Müller, 1776) — Малая нукулана[1]
- Nuculana modica Prashad, 1932
- Nuculana navisa (Dall, 1916)
- Nuculana neaeriformis (E. A. Smith, 1885)
- Nuculana neimanae Scarlato, 1981
- Nuculana parsimonia Barnard, 1963
- Nuculana pernula (O. F. Müller, 1779)
- Nuculana prostrata (Thiele, 1931)
- Nuculana ramsayi (E. A. Smith, 1885)
- Nuculana reticulata (Hinds, 1843)
- Nuculana rhytida (Dall, 1908)
- Nuculana sachalinica Scarlato, 1981
- Nuculana scalata Prashad, 1932
- Nuculana silicula (Thiele, 1931)
- Nuculana sinensis F.-S. Xu, 1984
- Nuculana solida (Dall, 1881)
- Nuculana soyoae Habe, 1958
- Nuculana sufficientia Poppe & Tagaro, 2016
- Nuculana tanseimaruae Tsuchida & Okutani, 1985
- Nuculana tenuisulcata (Couthouy, 1838)
- Nuculana ultima (E. A. Smith, 1885)
- Nuculana vestita (Locard, 1898)
- Nuculana yokoyamai Kuroda, 1934